# Бубнова, Варвара Дмитриевна
Варва́ра Дми́триевна Бу́бнова (17 мая 1886, Санкт-Петербург — 28 марта 1983 или 20 марта 1983, Ленинград) — русская художница, педагог и искусствовед.

## Биография
Родилась 4 (16) мая 1886 года в дворянской семье в Санкт-Петербурге. Отец, Дмитрий Капитонович, банковский служащий, имел чин коллежского советника. Мать Анна Николаевна, урождённая Вульф, обладала прекрасным голосом и была музыкально одаренным человеком. В детстве и юности часто бывала в имении деда по материнской линии Н. И. Вульфа в селе Берново Старицкого уезда, в этом имении у своих друзей Вульфов бывал когда-то А. С. Пушкин.
Варвара Бубнова училась в Рисовальной школе Общества поощрения художеств, в 1907—1914 у Н. Н. Дубовского в Императорской Академии художеств, окончила её со званием художника живописи за картину «Поздняя осень» (по другим сведениям — «Аллея Берновского парка»). Под впечатлением от знакомства в 1910 с собраниями новой французской живописи С. Щукина и И. Морозова и поездки в Италию в 1911 году Бубнова в 1912 вступила объединение художников «Союз молодежи». Это было одно из самых радикальных творческих объединений той поры, с которым были связаны П. Филонов, М. Ларионов, Н. Гончарова, К. Малевич, В. Татлин и другие. Варвара Бубнова была деятельным организатором этого общества, сотрудничала в одноимённом журнале. Участвовала в совместных выставках «Союза молодежи» с объединениями «Бубновый валет» и «Ослиный хвост» (в том числе под псевдонимом Д. Варварова). В выставках вместе с ней участвовали Маяковский, Бурлюк, Ларионов, Гончарова и Малевич и многие другие.
В 1913 году вместе с В. Матвейсом совершила поездку по этнографическим музеям Западной Европы для сбора материалов и фотографирования африканской скульптуры. После скоропостижной смерти В. Матвейса в 1914 году подготовила к печати его книгу «Искусство негров» (1919). В 1915 окончила курс Петербургского Археологического института со званием «действительный член Археологического института».
Бубнова приехала в Москву в июле 1915 года с целью посещения отдела рукописей Государственного исторического музея (ГИМ), куда её привёл интерес к древнерусской миниатюре. В мае 1917 года она начала работать научным сотрудником Отдела древних рукописей ГИМа, которым тогда руководил чл.-корр. СПбАН В. Н. Щепкин, а после его смерти в 1920 году — академик М. Н. Сперанский. Сохранился шутливый коллаж, где она изобразила себя, своих коллег и бытовые аспекты работы в ГИМе в те годы. Позже она писала, характеризуя этот период своей жизни: «…я сразу будто захлебнулась в море красок и образов… Главной целью моей жизни я стала считать работу над древней русской миниатюрой…». В 1918 году организовала первую выставку древнерусской миниатюры. В отделе рукописей ГИМа она проработала до своего отъезда в Японию в 1922 году. Была членом Института художественной культуры (Инхука), наряду с Василием Кандинским, Робертом Фальком, Любовью Поповой, Варварой Степановой, Александром Родченко.
В 1922 по вызову младшей сестры А. Бубновой-Оно она уехала вместе с матерью в Японию. В 1927 вышла замуж за русского эмигранта В. Головщикова (1897—1947). В середине 1930-х была лишена советского гражданства за «связь с врагом народа» (по поручению советского посольства знакомила видного советского деятеля (фамилия неизвестна) с японскими достопримечательностями; по возвращении в СССР он был арестован).
Преподавала с 1924 году русский язык и литературу в частном университете Васэда (до закрытия в 1937), в Токийском Институте иностранных языков (по японским данным до 1945 года) и в институте при Обществе «Япония — СССР» в Токио. Когда в 1946 году кафедра русской литературы вновь была открыта университете Васэда, Бубнова вернулась к преподаванию в этом учебном заведении.
В 1955 году она председательствовала на летнем семинаре в Университете Хоккайдо, а в 1956 году также получила место лектора по русскому языку и русской литературе в Токийском институте русского языка. Благодаря усилиям Варвары Дмитриевны в Японии выросло несколько поколений русистов. По словам японской газеты «Цусё симбун», «если бы не она, переводы русской литературы в Японии не достигли бы, наверное, такого высокого уровня». Впоследствии за вклад в развитие японо-русских культурных связей и за заслуги в области изучения в Японии русского языка и литературы была награждена орденом Драгоценной короны четвёртой степени.
Бубнова участвовала в выставках японского авангарда 1920-х; в октябре 1922 опубликовала в журнале «Сисо» («Мысль») статью «О направлениях в современном русском искусстве» (главным образом, о конструктивизме); входила в организации японских художников «Никакай», «Санка», «МАВО». О русском искусстве много писала и позднее, в частности, в многотомном издании «Мировое искусство».
Поступив в 1923 году в Токийское художественно-промышленное училище, Бубнова изучала там технику литографии и разработала свой новый метод автолитографии на цинке. Её деятельность оказала заметное влияние на развитие литографии в Японии, показав новые возможности техники, которые, в частности, нашли широкое применение в плакате.
В годы жизни в Японии Бубнова создала полотна «Портрет переводчика X. Никамуры» (1927), «Японец в кимоно» (1939), «Следы войны» (1949), «Хризантемы» (1943, Государственный Русский Музей). Также Бубнова иллюстрировала книги русских писателей для японских издательств.
В Японии с успехом прошло 6 персональных выставок Бубновой (две в 1933, в 1938, 1948, 1954, 1958).
В 1936 году после так называемого «путча молодых офицеров» Бубнова и её муж были объявлены нежелательными иностранцами, за ними велось строгое полицейское наблюдение. В те годы было закрыто русское отделение университета Васэда, позднее Бубнова была вынуждена покинуть Токийский институт иностранных языков. В конце Второй мировой войны их выселили из Токио в горное место Каруидзава. Дом в Токио и все их имущество, включая библиотеку и литографии, погибли в результате бомбёжки. В послевоенное время Бубнова снова преподавала и работала как художница, много сил отдавала Русскому клубу.
В 1958 Бубнова возвратилась в СССР и поселилась в Сухуми, где жила её старшая сестра. В СССР Бубнова сохранила верность новаторским идеалам, дух независимости и приверженность лучшим достижениям культуры Востока и Запада. Принимала участие во всех выставках Союза художников Абхазии, была членом Союза художников СССР и Абхазии.
Её работы последних лет: «На берегу моря» (1959—1960), «Домик под горой» (1964). Творческое наследие Бубновой исчисляется несколькими тысячами произведений станковой графики («Старик-крестьянин», 1929; «В океане, за рыбой», 1947; «У входа в храм», 1950) и живописи, работала также в смешанной технике («Сухуми. Зимой у моря», 1964; «Камелии», 1967; «Портрет Елены Лозовой», 1978). Она была автором иллюстраций к произведениям А. С. Пушкина, Н. В. Гоголя, А. П. Чехова, К. Г. Паустовского, её перу принадлежит ряд статей по вопросам теории искусства. В СССР состоялись персональные выставки художницы: в 1958 в Сухуми, в 1960 — в Тбилиси, в 1961 — в Москве, Харькове, в 1962 году в Ленинграде Бубнова. Всего при жизни Бубновой в России и СССР состоялось 18 выставок. В 1964 году ей было присвоено звание заслуженного художника Грузинской ССР. Работы Варвары Бубновой приобретались советскими музеями, в том числе Государственным музеем изобразительных искусств имени А. С. Пушкина, Государственной Третьяковской галереей, Государственным Русским музеем.
С 1959 по 1979 годы Бубнова жила и работала в Сухуми. Там у неё появились ученики Всеволод Воронов (1945—2003) и Александр Лозовой (1949). После того, как в 1979 году в Сухуми скончалась её младшая сестра Анна, Варвара Бубнова переехала в Ленинград, оставалась там до конца жизни. В 1981 году в Ленинграде была проведена юбилейная выставка к её 90-летию.
Умерла 28 марта 1983 года в Ленинграде, похоронена в городе Сухуми в Абхазии.
Летом 2008 года в то время епископ Сендайский (ныне архиепископ) Японской православной церкви (ЯПЦ) Серафим при разборке склада в Никольском храме обнаружил икону «Всех Скорбящих Радосте», написанную Варварой Бубновой. Эти поиски объяснялись тем, что Судзуки Мититака (исследователь иконописи в ЯПЦ) нашёл в издании «Православное время» (正教時報に) за сентябрь 1925 года сообщение, что Варвара Бубнова пожертвовала икону Никольскому храму, потерявшему иконостас из-за пожара и разрушений во время Великого землетрясения Канто. По мнению Судзуки Мититаки, возможно, эта икона — редчайшей образец иконописи, выполненной русским авангардистом. По состоянию на 2016 год эта знаковая работа находится в епископальном зале Сендайской и Восточно-Японской епархии.
В 2011 году, к 125-летию со дня её рождения, в Третьяковской галерее прошла выставка работ художницы. Всего в собрании Третьяковской галереи хранится более 30 её графических произведений.
В сентябре 2019 года в Доме-музее Марины Цветаевой прошла выставка работ художницы, созданных в Японии в период с 1920-х по 1960-е годы «Варвара Бубнова. Русский авангард и японские традиции».
В январе 2024 года большинство картин Варвары Бубновой, хранившихся в Абхазии, сгорели при пожаре Абхазской государственной картинной галереи. Спасти из пожара удалось 2 работы художницы.

### Семья
- Отец Дмитрий Капитонович Бубнов (?—1914), коллежский советник, мелкий банковский служащий, по словам Веры Дмитриевны: «…Философ и мечтатель, чиновной карьеры не сделал… На наше счастье, наследником своих богатств дед сделал своего единственного сына. Это был своеобразный Гаев „Вишнёвого сада“: вероятно он сам не заметил, как его долги переросли стоимость большого отцовского наследия!»[6].
- По линии матери Анны Николаевны (ур. Вульф) (1854—1940) Варвара Бубнова была потомком старинного дворянского рода тверских Вульфов, друзей Пушкина.
- Мария Дмитриевна Бубнова (1884—1963) старшая из сестёр, пианистка, педагог.
- Младшая сестра Анна Дмитриевна Бубнова-Оно (1890—1979), скрипачка, педагог, как и В. Д. Бубнова внесла свою лепту в культуру Японии. Она была первым педагогом, начавшим занятия скрипкой с детьми (ранее японцы начинали обучение скрипичному искусству только взрослыми). По мужу племянницей ей приходилась Йоко Оно — жена Джона Леннона. Также награждена орденом Драгоценной Короны четвёртой степени.

Много лет В. Д. Бубнова состояла в дружеских отношениях и поддерживала переписку с Ниной Николаевной Мичуриной, своей дальней родственницей и подругой ещё по японскому периоду, а после возвращения в Россию — её alter ego.
В первые годы после возвращения, когда из старых друзей уже никого не осталось в живых, а новые ещё не появились, её единственным корреспондентом была Нина Николаевна Мичурина, так же как и Бубнова репатриированная из Японии и осевшая в Ташкенте. В письмах к ней Варвара Дмитриевна утоляет свою потребность поговорить по душам с близким человеком, поделиться своими впечатлениями от новой, такой непривычной для неё жизни. Она рассказывает о своём непростом вхождении в советскую действительность, о знакомстве с художественной жизни Сухуми, о первых выставках, первых успехах и, увы, многочисленных огорчениях.И. П. Кожевникова. Уроки постижения
.

## Память

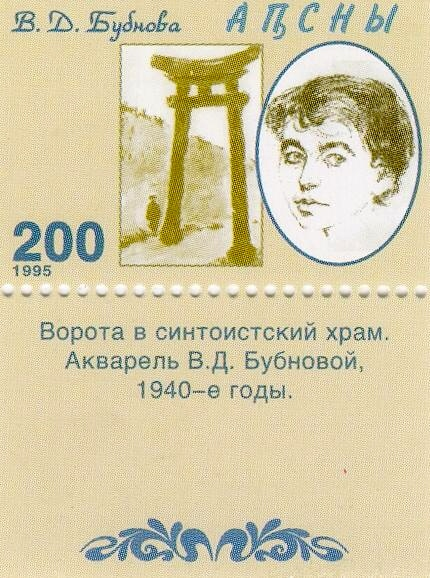
Марка Абхазии 1995 года, посвященная Варваре Бубновой.

- В городе Сухуме был создан Дом-музей В. Д. Бубновой.
- С 1985 в Берновском музее А. С. Пушкина открыта постоянная выставка о жизни и творчестве В. Д. Бубновой.

## Работы находятся в собраниях
- Музей изобразительных искусств им. А. С. Пушкина, Москва.
- Государственная Третьяковская галерея, Москва.
- Государственный Русский музей, Санкт-Петербург.
- Музей искусств народов Востока, Москва.
- Архангельский музей изобразительных искусств, Архангельск.
- Собрание К. И. Барашкова[13], Москва.